# Sovjetunionens Fed Cup-lag
Sovjetunionens Fed Cup-lag representerade Sovjetunionen i tennisturneringen Federation Cup. 

## Historik
Sovjetunionen deltog första gången i turneringen 1968. Bästa resultat var finalförlusterna 1988 och 1990.